# Cristina Casol Segués
Cristina Casol Segués   (Lleida, 13 de febrer de 1969) és una arquitecta i política catalana, ex-diputada al Parlament de Catalunya. Viu a Bellpuig (Urgell).

## Biografia
El seu avi patern, Salvador Casol Molins, era d'Esquerra Republicana. Va ser represaliat després de l'ocupació franquista de Catalunya i condemnat a dotze anys de presó, en un consell de guerra que va ser anul·lat gairebé vuitanta anys després, mercès a la llei de reparació jurídica de les víctimes del franquisme, promulgada el 4 de juliol del 2017.
Es va llicenciar en arquitectura a l'Escola Tècnica Superior d'Arquitectura de Barcelona (Universitat Politècnica de Catalunya). És funcionària de la Generalitat de Catalunya, i ha treballat com a cap de servei d'Habitatge a Lleida al Departament de Territori i Sostenibilitat, sent la responsable a Lleida de l'Agència de l’Habitatge de Catalunya. També ha tingut un despatx propi d'arquitectura i urbanisme a Lleida, des d'on ha treballat per a diverses administracions, com la Diputació de Lleida i al Consell General d'Aran.
El 2017 va anar a les llistes de Junts per Catalunya per Lleida. Anava setena a la llista i a Lleida van eixir elegits sis diputats de Junts. A les eleccions al Parlament de 2021, va ser segona de llista i va ser elegida diputada.
Es va presentar a les primàries de Junts per Catalunya per a elegir la candidata a la Paeria en Cap de Lleida a les eleccions locals de 2023.
El gener de 2024 fou expulsada del Grup parlamentari de Junts al Parlament de Catalunya, després de denunciar assetjament dins del seu grup davant l'oficina d'igualtat del Parlament. Va dir que no dimitiria i que quedaria com a diputada no adscrita.
Està casada amb Lluís Capdevila i Marsans, pilot de motocròs i president del Moto Club Segre i és mare d'un noi.